# 二十世紀の十大小説
『二十世紀の十大小説』（にじっせいきのじゅうだいしょうせつ）は、文芸評論家・篠田一士の文芸エッセイ。自身の読書経験から「二十世紀文学の一級品」10篇を選び一つ一つ解説したもので、1985年から1988年にかけ『新潮』で連載され、1988年に新潮社で刊行された。題名に関しては篠田は、モームの著書『世界の十大小説』が記憶の隅にあったと述べている。
取り上げられる作品は以下の10作品（掲載順）。著者自身が述べているように、『百年の孤独』以外はすべて1920年代から1930年代に集中している。
| 掲載順 | 著者                           | 作品                    | 著者の国籍   | 原典       | 初出           |
| ------ | ------------------------------ | ----------------------- | ------------ | ---------- | -------------- |
| 1      | マルセル・プルースト           | 失われた時を求めて      | フランス     | フランス語 | 1913年〜1927年 |
| 2      | ホルヘ・ルイス・ボルヘス       | 伝奇集                  | アルゼンチン | スペイン語 | 1944年         |
| 3      | フランツ・カフカ               | 城                      | チェコ       | ドイツ語   | 1926年         |
| 4      | 茅盾                           | 子夜                    | 中国         | 中国語     | 1932年         |
| 5      | ジョン・ドス・パソス           | U.S.A.                  | アメリカ     | 英語       | 1938年         |
| 6      | ウィリアム・フォークナー       | アブサロム、アブサロム! | アメリカ     | 英語       | 1936年         |
| 7      | ガブリエル・ガルシア・マルケス | 百年の孤独              | コロンビア   | スペイン語 | 1967年         |
| 8      | ジェイムズ・ジョイス           | ユリシーズ              | アイルランド | 英語       | 1922年         |
| 9      | ロベルト・ムジール             | 特性のない男            | オーストリア | ドイツ語   | 1930年〜1932年 |
| 10     | 島崎藤村                       | 夜明け前                | 日本         | 日本語     | 1929年〜1935年 |

モームの『十大小説』とは異なり、作家の伝記にはそれほど重きを置かず、引用を行なった上での作品解説や、著者が作品に触れた当時のエピソード、「十大小説」中のほかの作品との比較、といったことを中心に構成されている。
島崎藤村の『夜明け前』が「近代日本文学の大いなる精神の冒険」の成果であり、プルーストをはじめとする「西洋に対抗しうる文学を創りだした」ことを論じている。

## 書誌
- 篠田一士 『二十世紀の十大小説』（新潮社、1988年／新潮文庫、2000年）文庫解説：池内紀